# Ruben Rodriguez (giocatore di football americano)
Ruben Angel Rodriguez (Visalia, 3 marzo 1965) è un ex giocatore di football americano statunitense di discendenza messicana che ha militato nel ruolo di punter nella National Football League (NFL).

## Carriera
Rodriguez fu scelto dai Seattle Seahawks nel corso del quinto giro (131º assoluto) del Draft NFL 1987. Vi giocò per tre stagioni calciando 192 punt. Dopo essere rimasto fermo nelle stagioni 1990 e 1991, nel 1992 firmò con i New York Giants, passando il finale di stagione invece tra le file dei Denver Broncos.

## Palmarès
- PFWA All-Rookie Team - 1987